# STS-4
STS-4 foi uma missão do programa do ônibus espacial da NASA, utilizando a nave Columbia, lançada em 27 de junho de 1982. Esta foi a quarta missão utilizando um ônibus espacial.

## Tripulação
| Posição    | Astronauta              |
| ---------- | ----------------------- |
| Comandante | T. Kenneth Mattingly II |
| Piloto     | Henry W. Hartsfield Jr. |

### Tripulação Reserva
Do STS-4 em diante, a NASA removeu a utilização e o treinamento de tripulações reservas para os voos. Ao invés disso, os membros individuais da tripulação podem ter um reserva designado que pode substituir seu lugar no grupo original. A decisão sobre quais devem ser os membros reservas do grupo é feita por grupos de manejamento de voo no Centro Espacial Lyndon Johnson.  Consequentemente, o último grupo da NASA a ter uma tripulação reserva completa foi o da missão STS-3.

## Parâmetros da missão
- Massa:
  - Decolagem: 109.616 kg
  - Aterrissagem: 94.774 kg
  - Carga 11.109 kg
- Perigeu: 295 km
- Apogeu: 302 km
- Inclinação: 28.5°
- Período: 90.3 min

## Principais fatos
Esta missão marcou a primeira vez em quem um ônibus espacial foi lançado precisamente no horário marcado. Também foi o último voo de pesquisa e desenvolvimento no programa. A decolagem ocorreu em 27 de Junho de 1982, às 11:00 a.m. EST, com Thomas K. Mattingly como comandante, e Henry W. Hartsfield como piloto. Sua carga consistiu do primeiro carregamento Getaway Special que inclua nove experimentos científicos providos por estudantes da Universidade de Utah e uma carga secreta da Força Aérea.
No compartimento localizado abaixo da cabine de comando, um sistema de fluxo de eletroforese contínua e o reator de Latex monodisperso foram enviados pela segunda vez ao espaço. O grupo conduziu uma pesquisa em iluminação com câmera portáteis, e realizou experimentos médicos em si mesmos para dois projetos de estudantes. Eles também operaram o braço robótico  RMS com um instrumento chamado de Monitor de Contaminação Induzida no Ambientes, preso ao braço, projetado para obter informações de gases ou partícula que fosse liberadas pelo veículo em voo.
A STS-4 foi uma missão planejada de 7 dias e a aterrissagem ocorreu em 4 de julho de 1982, às 9:10 a.m. PDT, no km 4.6 da pista 22 da base de Edwards da Força Aérea dos EUA - primeira vez que um ônibus espacial aterrissou em uma via de concreto.
O voo durou 7 dias, 1 hora, 9 minutos e 40 segundos. A distância percorrida foi de 4,7 milhões de km em 112 órbitas completas. Todos os objetivos da missão foram atingidos, apesar dos dois foguetes de lançamento (SRB) terem sido perdidos quando seus paraquedas principais, falharam fazendo com que estes atingisse a água a alta velocidade e afundassem. O Columbia retornou ao KSC em 15 de julho.

## Galeria

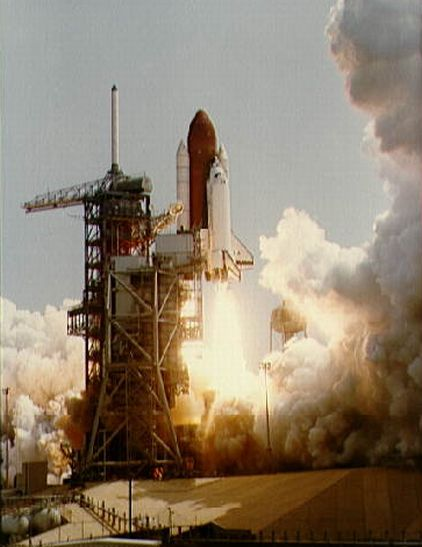
Lançamento da STS-4
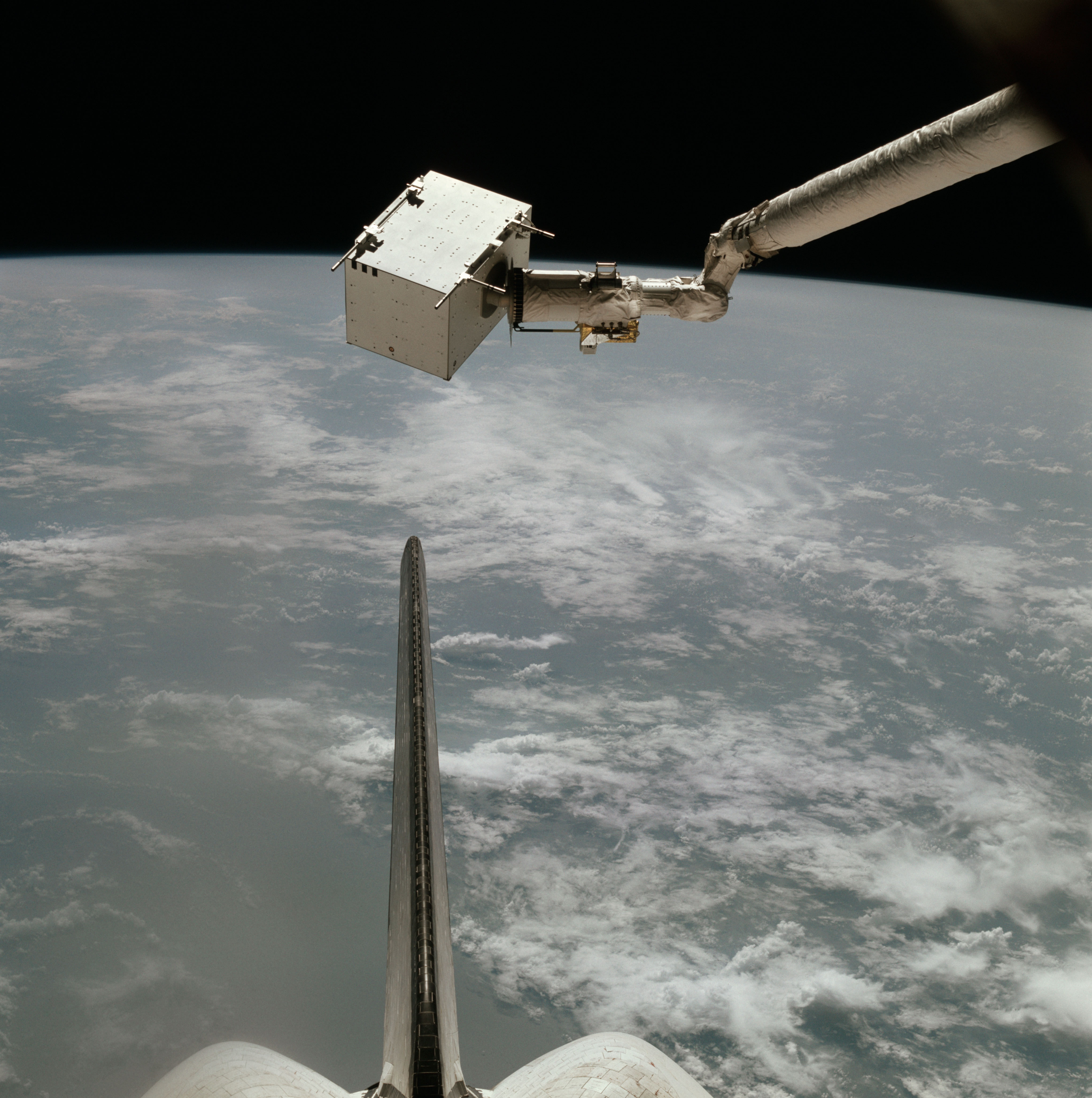
O Induced Environment Contaminant Monitor (IECM) é controlado pelo RMS
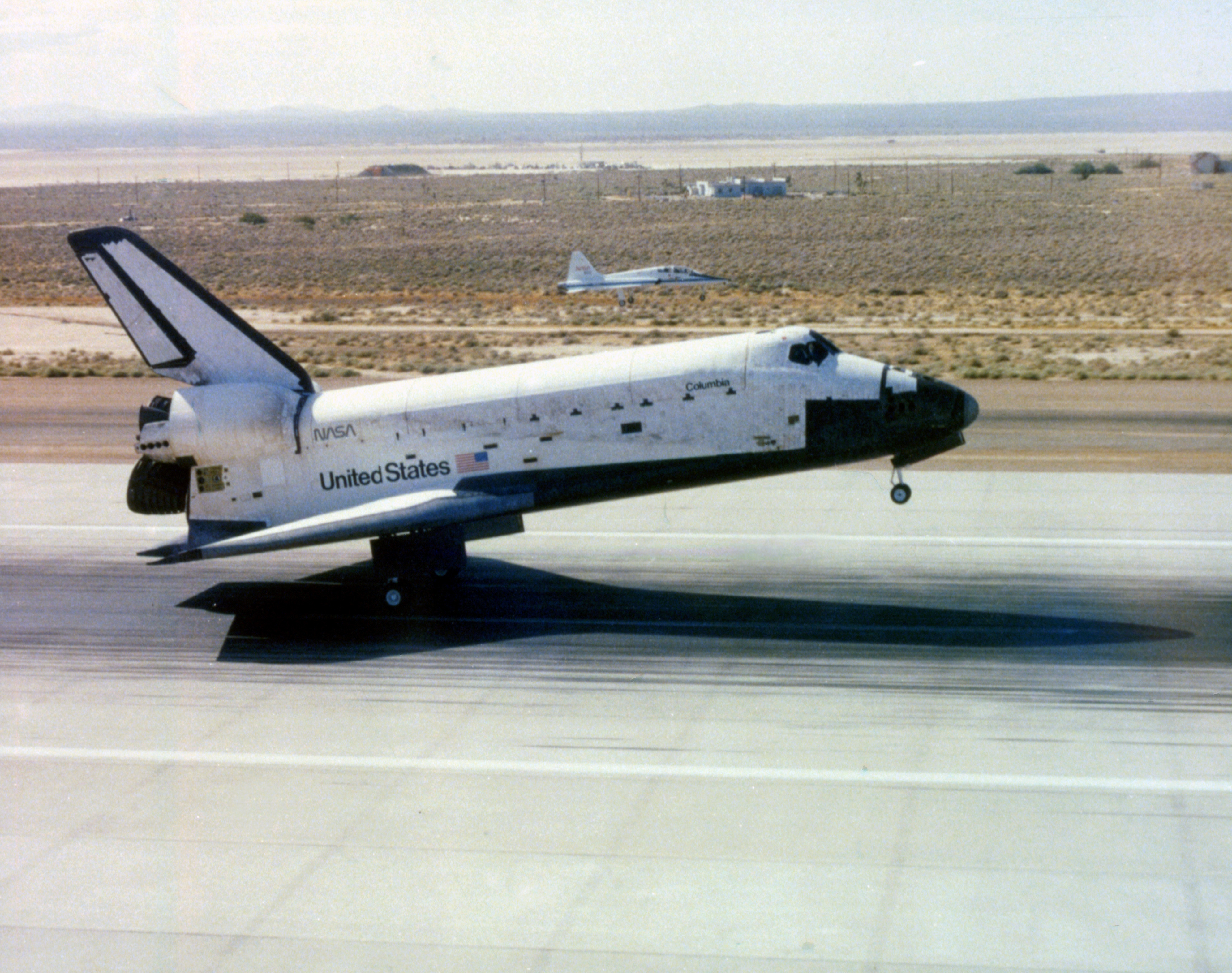
Columbia faz aterrissagem na pista 22 na Edwards AFB.